# Episodi di Go! Princess Pretty Cure

Logo occidentale della serie

Lista degli episodi di Go! Princess Pretty Cure, dodicesima serie anime di Pretty Cure, trasmessa in Giappone su TV Asahi dal 1º febbraio 2015 al 31 gennaio 2016. In Italia è stata diffusa sottotitolata in lingua italiana da Crunchyroll.
La sigla originale di apertura, Miracle Go! Princess Precure (Ｍｉｒａｃｌｅ Ｇｏ！プリンセスプリキュア?), è cantata da Karin Isobe, mentre quelle di chiusura, Dreaming☆Princess Precure (ドリーミング☆プリンセスプリキュア?) per gli ep. 1-25 e Yume wa mirai he no michi (夢は未来への道?) per gli ep. 26-50, da Rie Kitagawa.

## Lista episodi
| Nº | Titolo italiano (traduzione letterale) Giapponese 「Kanji」 - Rōmaji | In onda           | In onda |
| Nº | Titolo italiano (traduzione letterale) Giapponese 「Kanji」 - Rōmaji | Giapponese        |         |
| 1  | Sono una principessa? È nata Cure Flora! 「私がプリンセス？キュアフローラ誕生！」 - Watashi ga Purinsesu? Kyua Furōra tanjō! | 1º febbraio 2015  |         |
| 1  | Haruka Haruno, una bambina che desidera diventare una principessa, incontra uno strano ragazzino di nome Kanata che la incoraggia e le dona un gioiello. Dieci anni dopo, ormai cresciuta, Haruka s'iscrive alla prestigiosa Accademia Noble nella speranza di coronare il suo sogno. Durante il primo giorno conosce la sua nuova coinquilina, Yui Nanase, che le mostra tutte le aree del collegio e, nascondendosi per l'imbarazzo di rivelare il suo sogno, incontra due fate chiamate Pafu e Aroma che dicono di provenire dallo Hope Kingdom. Un emissario della malvagia organizzazione Dysdark, Close, intrappola il sogno di Yui di diventare un'autrice di libri illustrati in una Gabbia della Disperazione per creare un mostro conosciuto come Zetsuborg. Haruka diventa determinata a proteggere il sogno della sua nuova amica, e il suo gioiello si trasforma in una Dress-Up Key che, inserita nel Princess Perfume donatole, le permette di trasformarsi nella Pretty Cure dei fiori rigogliosi, Cure Flora; usando i suoi nuovi poteri, la ragazza riesce a sconfiggere il nemico e a salvare Yui. Successivamente Pafu e Aroma rivelano di essere stati mandati a cercare le Princess Pretty Cure da Kanata, che si scopre essere il principe dello Hope Kingdom. |                   |         |
| 2  | La principessa dell'accademia! Ecco Cure Mermaid! 「学園のプリンセス！登場キュアマーメイド！」 - Gakuen no Purinsesu! Tōjō Kyua Māmeido! | 8 febbraio 2015   |         |
| 2  | Pafu e Aroma spiegano ad Haruka che si sono separati da Kanata dopo che lo Hope Kingdom è stato attaccato dai Dysdark guidati da Dyspear, la strega della disperazione, e che sono stati incaricati di trovare le tre Princess Pretty Cure che hanno le Dress-Up Key. Intanto, dopo aver notato l'eleganza della presidentessa degli studenti Minami Kaido, Haruka le chiede di insegnarle a danzare per essere più simile ad una principessa ma si sloga la caviglia; curandole l'infortunio, Minami confessa che è tutt'altro che perfetta come la ritengono, nonostante l'eccellenza nella danza classica, ed esprime gioia perché qualcuno le ha chiesto delle lezioni. Più tardi Minami vede Haruka nei panni di Cure Flora, in svantaggio con la caviglia slogata; volendola aiutare, utilizza la Dress-Up Key trovata prima col Princess Perfume, che le permette di trasformarsi nella Pretty Cure dei mari cristallini, Cure Mermaid, e di sconfiggere Close. Haruka e Minami si rallegrano per essere diventate compagne di battaglia, tuttavia Pafu e Aroma scoprono che il terzo Perfume in loro possesso è scomparso. |                   |         |
| 3  | È già ora dell'addio? Non puoi tenere Pafu in camera! 「もうさよなら？パフを飼ってはいけません！」 - Mō sayonara? Pafu wo katte wa ikemasen! | 15 febbraio 2015  |         |
| 3  | Pafu viene scoperta dall'addetta alla supervisione dei dormitori femminili, Reiko Kisaragi, che afferma che gli animali domestici non possono essere tenuti all'interno dell'accademia. Dopo aver ricordato che per attuare una nuova regola è necessario che tutti gli studenti siano d'accordo, Minami, in qualità di presidentessa, concede ad Haruka una settimana per convincere tutti a tenere Pafu nel dormitorio. Sfruttando la dolcezza della cagnolina, Haruka convince quasi tutte, ad eccezione proprio di Reiko che non va d'accordo con i cani. Prima che si possa pensare ad una soluzione, il secondo emissario dei Dysdark, Shut, sferra un colpo: le Pretty Cure si apprestano alla lotta e Pafu fa di tutto per proteggere Reiko da Close fino all'arrivo di Cure Flora e Cure Mermaid che sconfiggono entrambi i nemici. Grata per gli sforzi di Pafu, Reiko cambia idea e dà il suo voto a favore, permettendole di restare nel dormitorio. Nel frattempo, una studentessa dell'accademia ha con sé il Princess Perfume scomparso. |                   |         |
| 4  | La luccicante Kirara è Cure Twinkle? 「キラキラきららはキュアトゥインクル？」 - Kirakira Kirara wa Kyua Tuinkuru? | 22 febbraio 2015  |         |
| 4  | Haruka e Minami scoprono che Kirara Amanogawa, una giovane modella che frequenta l'Accademia Noble come loro, ha in suo possesso il Princess Perfume scomparso. Per scoprire se possa essere la terza Pretty Cure, Haruka e Minami vanno nella città di Yumegahama, in cui Kirara sta lavorando, per cercare di parlarle, ma vengono interrotte dall'apparizione di Close che battono proprio davanti ai suoi occhi. Prima che le due riescano a spiegarle tutto, Kirara restituisce il Princess Perfume e se ne va. Convinta che possa ancora essere una potenziale guerriera, Haruka si reca con Minami alla sua sfilata, dove ha l'occasione di incrociarla e parlarci. Quando Kirara sfila indossando una Dress-Up Key trovata poco prima, Close torna all'attacco: determinata a proteggere il suo spettacolo, Kirara ottiene il potere di diventare la Pretty Cure delle stelle scintillanti, Cure Twinkle, e sconfigge così il nemico venuto a seminare il panico. Dopo la battaglia, però, restituisce nuovamente il Princess Perfume, affermando che è troppo impegnata per entrare a far parte delle Pretty Cure. |                   |         |
| 5  | Tutte e tre, let's go! Siamo le Princess Pretty Cure! 「３人でＧＯ！私たちプリンセスプリキュア！」 - San-nin de GO! Watashi-tachi Purinsesu Purikyua! | 1º marzo 2015     |         |
| 5  | Haruka rimane determinata a far entrare Kirara nel gruppo, ma quest'ultima decide di mostrarle quanto sia impegnata, portandola con sé per una giornata. Dopo un pomeriggio pieno di lezioni, servizi fotografici e incontri, Kirara spiega che sta lavorando duramente per diventare una supermodella come sua madre, la famosa Stella. Haruka aiuta poi Kirara a creare un vestito, che assomiglia a quello scintillante di Cure Twinkle, per la partecipazione ad un'audizione, che impressiona positivamente i giudici. Il giorno seguente, Haruka comprende i numerosi impegni della ragazza e decide di smetterla di insistere. Ma quando Close attacca, Kirara, dopo aver saputo di aver vinto l'audizione, corre in aiuto di Haruka e Minami, avendo trovato qualcosa di tanto importante quanto perseguire il suo sogno. Aiutando le altre a battere il male, Kirara decide di raddoppiare i suoi sforzi diventando sia una top model che una Pretty Cure, e le tre iniziano a diventare buone amiche. |                   |         |
| 6  | Iniziano le lezioni! Diventiamo Grand Princess! 「レッスンスタート！めざせグランプリンセス！」 - Ressun sutāto! Mezase Guran Purinsesu! | 8 marzo 2015      |         |
| 6  | Con tutte le Pretty Cure riunite, Aroma annuncia a loro che devono allenarsi con l'obiettivo di diventare Grand Princess, utilizzando il Princess Lesson Pad per richiamare la fata insegnante di nome Miss Shamour. Mentre Minami e Kirara si dimostrano brave nelle lezioni, Haruka fatica ad imparare e comincia a credere che non diventerà mai come la principessa dei fiori, protagonista di un libro, che ammira fin da bambina. Le ragazze vengono poi contattate da Kanata, che spiega come i Dysdark abbiano attaccato lo Hope Kingdom e intrappolato i sogni di tutti gli abitanti dietro la Porta dei Sogni. Per poterli liberare, il principe chiede di trovare le nove Dress-Up Key rimanenti, che si sono sparse sulla Terra durante l'attacco di Dyspear e dei suoi soldati, e usarle per diventare Grand Princess. La loro discussione viene interrotta dall'arrivo del terzo emissario dei Dysdark, Lock; usando il coraggio che Kanata le ha dato, Cure Flora dimostra il suo valore e batte l'avversario. |                   |         |
| 7  | Riuniti dal tennis! Il ragazzo scontroso!? 「テニスで再会！いじわるな男の子！？」 - Tenisu de saikai! Ijiwaruna otokonoko!? | 15 marzo 2015     |         |
| 7  | In prospettiva di un torneo di sport misto che si terrà all'Accademia Noble, Haruka decide di iscriversi a quello di tennis doppio e finisce in coppia con Yuki Aihara, che ben presto si ricorda essere un suo compagno d'asilo che la prendeva in giro per il suo sogno di diventare una principessa. Il loro rapporto non migliora tanto che Yuki si rifiuta di insegnarle a giocare a tennis, affermando che farà tutto da solo. Arrabbiata per questo, Haruka inizia a prendere lezioni di tennis da Miss Shamour con l'appoggio di Minami e Kirara e, dopo essere migliorata in maniera considerevole, si rende conto di quanto Yuki prenda il gioco sul serio. Il giorno del torneo, la partita viene interrotta da Shut che prende di mira Yuki per creare uno Zetsuborg: comprendendo quanto Yuki si impegni a realizzare il suo sogno, Cure Flora, raggiunta in seguito dalle altre, annienta il nemico. Dopo aver visto brevemente Cure Flora averlo salvato, Yuki comincia a provare rispetto per il sogno di Haruka, anche se le discussioni tra i due non terminano. |                   |         |
| 8  | È una cosa impossibile!? Haruka cuce un vestito! 「ぜったいムリ！？はるかのドレスづくり！」 - Zettai muri!? Haruka no doresu zukuri! | 22 marzo 2015     |         |
| 8  | In vista dell'imminente Noble Party, cerimonia a tema principesco che si tiene da anni all'accademia, Haruka decide di fabbricarsi il vestito da sola seguendo le istruzioni di Miss Shamour; nonostante riesca a trovare il design, trova diverse difficoltà col cucito. Inoltre, quando i suoi voti iniziano a peggiorare, Haruka prova a lavorare più duramente per raggiungere entrambi gli obiettivi, senza ascoltare Minami che le consiglia di concentrarsi solo sullo studio. Haruka, tuttavia, è costretta a ricominciare tutto da zero dopo che Pafu versa accidentalmente del tè sul vestito appena terminato, provocando la preoccupazione di Kirara, la quale infatti decide di non coinvolgerla quando appare Lock perché sa quanto stia lavorando con le proprie forze per realizzare il suo sogno. Haruka interviene invece, chiarendo che, nonostante la stanchezza, è determinata a lottare duramente insieme alle amiche. In seguito allo scontro, la ragazza riesce finalmente a finire il suo vestito, ringraziando Kirara per essersi preoccupata per lei. |                   |         |
| 9  | Alzate il sipario! Il tanto atteso Noble Party! 「幕よあがれ！憧れのノーブルパーティ！」 - Maku yo agare! Akogare no Nōburu Pāti! | 29 marzo 2015     |         |
| 9  | Arriva il giorno del Noble Party, e Minami lavora molto duramente per far sì che tutto sia perfetto. Haruka si sente in colpa a divertirsi mentre la sua amica è occupata nell'organizzazione, ma quest'ultima la rassicura perché sa che ciò le servirà a diventare in futuro come suo padre e suo fratello, a capo di un grande gruppo industriale. Quando all'improvviso salta la corrente, Minami va a controllare e scopre che dietro c'è Close, il quale capisce che ella ha paura dei fantasmi e ne approfitta per colpire. Avvisate del problema della ragazza da Seira Azuma, una dei vicepresidenti del consiglio studentesco, e Ayaka Nishimine, una delle segretarie, Haruka e Kirara si precipitano ad aiutarla, donandole il coraggio di affrontare le sue paure e di sconfiggere l'avversario. Dopo la ripresa della festa, Minami balla con Haruka come ringraziamento per il suo aiuto. |                   |         |
| 10 | Ma dov'è? La nuova Dress-Up Key! 「どこどこ？新たなドレスアップキー！」 - Doko doko? Aratana Doresu Appu Kī! | 5 aprile 2015     |         |
| 10 | Kanata informa le Pretty Cure che una Dress-Up Key si trova da qualche parte nell'Accademia Noble, in "un luogo che trabocca di sogni". Sentendo alcune voci che dicono che l'anziana direttrice del dormitorio, Shirogane, possieda una chiave rara, Haruka e le altre la seguono in un passaggio segreto che conduce ad un bellissimo giardino di rose. Lì, trovano un mulino a vento dove una parete è formata da tante mattonelle, sopra le quali ogni studente del terzo anno ha scritto il proprio sogno una volta finiti gli studi. Quando le Dress-Up Key reagiscono ai sogni, Close appare e li usa per evocare uno Zetsuborg, intrappolando Shirogane al suo interno. Le tre ragazze scoprono che Yui le ha seguite a loro volta e sono costrette a rivelare le identità di Pretty Cure per proteggerla. Sebbene in difficoltà, le ragazze rimangono determinate a proteggere i sogni catturati e combinano i loro poteri per avere la meglio sul male, ricevendo le nuove Elegant Dress-Up Key. Dyspear poi appare improvvisamente davanti a tutti, mentre Kanata trova degli oggetti magici da donare alle guerriere. |                   |         |
| 11 | Un grosso, grosso, grosso guaio!? Le Pretty Cure contro Close! 「大大大ピンチ！？プリキュアＶＳクローズ！」 - Dai dai dai pinchi!? Purikyua tai Kurōzu! | 12 aprile 2015    |         |
| 11 | Dyspear concede a Close un'ultima possibilità per sconfiggere le Pretty Cure, trasportando e separando tutti in una dimensione alternativa a cui invia tre diversi Zetsuborg contro Cure Mermaid, Cure Twinkle e Yui, mentre Close, diventato più forte, combatte contro Cure Flora. Le Pretty Cure scoprono che le Elegant Key inserite nei Princess Perfume non hanno effetto, nel frattempo che Yui promette a Kanata di aiutarlo a donare alle guerriere i Crystal Princess Rod, tre scettri magici che ha appena recuperato. Cure Mermaid e Cure Twinkle riescono a sconfiggere i loro avversari e si uniscono a Cure Flora nel combattimento, ma Close si trasforma in una forma ancora più potente, e anche dopo che Yui ha trasmesso loro il messaggio di Kanata di concentrarsi sui loro sogni, non sono in grado di usare il potere. Quando Cure Flora sta per perdere ogni speranza, Yui interviene e incoraggia le guerriere a proteggere i sogni di tutti, permettendo loro di ottenere i Crystal Princess Rod, che usano con le Elegant Key, con cui battono Close una volta per tutte e ritornano a casa sane e salve. |                   |         |
| 12 | Kirara e l'idol! L'accesa battaglia per le ciambelle! 「きららとアイドル！あつ～いドーナッツバトル！」 - Kirara to aidoru! Atsu~i dōnattsu batoru! | 19 aprile 2015    |         |
| 12 | Avendo scoperto la loro doppia identità, Yui offre il suo appoggio alle Pretty Cure in ogni modo possibile. A Kirara, intanto, viene offerto un lavoro come reporter televisivo che prova i nuovi sapori delle famose ciambelle Marble Donuts. Tuttavia la reporter regolare del programma, Ranko Ichijou, è tutt'altro che contenta di lavorare al fianco di Kirara e continua a mettersi al centro dell'attenzione durante la trasmissione, nella quale si sfidano in delle prove per decidere chi assaggerà un nuovo sapore. Nell'ultima gara, in cui Kirara esce vincente, Ranko è determinata a continuare anche dopo essere caduta poco prima del traguardo, incoraggiata dalla folla. Shut però la prende di mira e le Pretty Cure, usando i Crystal Princess Rod, si apprestano a sconfiggerlo. In seguito, Kirara e le altre scoprono con grande stupore che Ranko è più grande di loro e anche lei frequenta l'Accademia Noble. |                   |         |
| 13 | Una fredda melodia… Compare la principessa nera! 「冷たい音色⋯！黒きプリンセス現る！」 - Tsumetai neiro…! Kuroki purinsesu arawaru! | 26 aprile 2015    |         |
| 13 | Haruka s'imbatte in una misteriosa ragazza che suona il violino e, rimasta affascinata, decide di impararlo a suonare. Minami la porta dal signor Nishikido, suo insegnante di violino e liutaio, che dona ad Haruka uno dei suoi violini, il primo che abbia mai realizzato, per esercitarsi. Dopo essersi allenata con fatica seguendo le indicazioni di Miss Shamour, Haruka incontra ancora una volta la violinista mascherata, che le indica il metodo per saper suonare. Il giorno dopo, però, il gruppo scopre che la violinista mascherata è in realtà la figlia di Dyspear, la principessa con il potere delle fiamme blu di nome Twilight, che usa la sua Key Nera per potenziare Shut, che a sua volta usa il signor Nishikido per creare uno Zetsuborg. Nonostante il loro avversario sia più forte del solito, le Pretty Cure riescono a annientarlo e, dopo la battaglia, Haruka impara a suonare il violino con il cuore. |                   |         |
| 14 | La forma che adoro! I sogni della famiglia Haruno! 「大好きのカタチ！春野ファミリーの夢！」 - Daisuki no katachi! Haruno famirī no yume! | 3 maggio 2015     |         |
| 14 | L'Accademia Noble si prepara per il Family Day, in cui le famiglie degli studenti vengono invitate al collegio, e Haruka è desiderosa di rivedere i suoi genitori Moe e Ibuki e la sua sorellina Momoka. Con sua sorpresa, Momoka mostra scarso interesse per la scuola e agisce freddamente nei confronti suoi e delle amiche, litigando e scappando via poco dopo un rimprovero per essere stata scortese. Minami teorizza che potrebbe sentirsi sola perché adesso vive separata dalla sorella maggiore, e Kirara raggiunge Momoka e le assicura che Haruka tiene molto a lei, permettendo così alle due sorelle di riconciliarsi. Proprio in quel momento, Twilight e Shut appaiono e prendono di mira la famiglia di Haruka. Trovando una tiara fatta a mano che Momoka aveva fatto per lei, Cure Flora trova la forza di opporsi ai nemici, determinata a fare del suo meglio con il sostegno della famiglia per raggiungere il suo sogno. |                   |         |
| 15 | Una grande trasformazione-roma! L'esame da maggiordomo di Aroma! 「大変身ロマ！アロマの執事試験！」 - Dai henshin roma! Aroma no shitsuji shiken! | 10 maggio 2015    |         |
| 15 | Le ragazze vengono a sapere che Aroma sta facendo un apprendistato per diventare il maggiordomo di Kanata, ma che ha fallito i suoi esami. Trasformato in forma umana dalla magia di Miss Shamour, egli viene invitato a riprendere l'esame prestando servizio come maggiordomo di Haruka per un giorno, mentre Pafu, anche lei in forma umana, impara a diventare una cameriera. Tuttavia si abbatte quando, dopo una giornata frenetica, gli viene detto che non capisce la cosa più importante dell'essere un maggiordomo; grazie alle parole di un maggiordomo di nome Oikawa incontrato poco prima, che gli mostra quanto fondamentale sia considerare i sentimenti del proprio padrone, Aroma si precipita dalle altre guerriere per avvertirle e farle venire in aiuto di Cure Flora a causa di un attacco di Lock e Twilight. Dopo la ritirata degli emissari dei Dysdark, Aroma capisce l'importanza di rispettare i sentimenti di un padrone e ricomincia il suo addestramento da maggiordomo. |                   |         |
| 16 | Una promessa al mare! Il prezioso tesoro di Minami! 「海への誓い！みなみの大切な宝物！」 - Umi he no chikai! Minami no taisetsuna takaramono! | 17 maggio 2015    |         |
| 16 | Le ragazze visitano una località balneare di proprietà dei genitori di Minami, Masumi e Tsukasa, e gestita dal fratello maggiore, Wataru, dove incontrano un delfino femmina amica di Minami, Tina, e scoprono di più sulle aspirazioni della ragazza di portare avanti l'attività di famiglia. Tuttavia Twilight e Lock prendono di mira Wataru per creare uno Zetsuborg, mentre Shut ne crea uno per combattere contro Cure Flora e Cure Twinkle. Con una Dress-Up Key nei paraggi, Cure Mermaid lotta lo Zetsuborg di Twilight e Lock, venendo protetta da Tina che già una volta le aveva salvato la vita quando era piccola. Determinata a restituirle il favore, la guerriera risveglia il potere della Bubble Miracle Dress-Up Key, che le permette di curare le ferite di Tina e di aiutare le altre a sconfiggere entrambi gli Zetsuborg. |                   |         |
| 17 | Troppo abbagliante! La passerella dei sogni di Kirara! 「まぶしすぎる！きらら、夢のランウェイ！」 - Mabushi sugiru! Kirara, yume no ranwei! | 24 maggio 2015    |         |
| 17 | A Kirara viene data l'opportunità di sfilare con sua madre, Stella, ma durante le prove si sente molto nervosa nel confrontarsi con lei. Stella invita Haruka e Minami a casa loro la sera prima della sfilata, Kirara però si arrabbia perché ciò la distrae e non le permette di allenarsi per il giorno seguente. Durante lo spettacolo, Twilight e Shut appaiono e colpiscono Stella, portando Kirara a rendersi conto che sua madre ha fatto tutto per alleviare il suo stress. Sollevata nello scoprire che sua madre ha il suo stesso sogno di condividere il palco con lei, la guerriera risveglia il potere della Shooting Star Miracle Dress-Up Key e sconfigge i mostri evocati dai nemici. Dopo essersi esibite sulla passerella insieme, Stella racconta a Kirara del suo prossimo sogno: diventare top model insieme. |                   |         |
| 18 | Il segreto del libro illustrato! Cos'è una principessa? 「絵本のヒミツ！プリンセスってなぁに？」 - Ehon no himitsu! Purinsesu tte nāni? | 31 maggio 2015    |         |
| 18 | Haruka si rattrista quando, durante una sessione di autografi, sente dire che Yume Mochizuki non ha intenzione di continuare la storia del suo libro preferito, La Principessa dei Fiori; Yume le spiega che ha deciso che sarebbe stato più appropriato lasciare le cose all'immaginazione del lettore, in quanto molti fan avevano idee diverse per il futuro della protagonista. Twilight, che non considera affatto le Pretty Cure degne del titolo di Princess, fa la sua comparsa e intrappola tutti in specchi di vetro per trarre potere dalla loro disperazione. Travolgendo le guerriere con il potere della sua nuova Key e dello scettro ricevuti da Dyspear, Twilight tenta di bruciare il libro di Haruka ma la ragazza lo protegge credendo nelle parole di Yume per cercare di diventare la principessa che vuole essere, e così risveglia la Lily Miracle Dress-Up Key. Combinando il suo nuovo potere con le nuove chiavi di Cure Mermaid e Cure Twinkle, Cure Flora e le altre battono la nemica con un nuovo attacco di gruppo. Più tardi viene rivelato che Yume è anche la preside dell'Accademia Noble. |                   |         |
| 19 | Eccolo qui! Il tesoro del dormitorio! 「はっけ～ん！寮で見つけたタカラモノ！」 - Hakke~n! Ryō de mitsuketa takaramono! | 7 giugno 2015     |         |
| 19 | La vicepresidentessa del consiglio studentesco, Seira Azuma, organizza una caccia al tesoro in cui le studentesse vengono divise in squadre per cercare un tesoro nascosto nei dormitori femminili dell'Accademia Noble. Le ragazze passano il tempo con le loro rispettive squadre, capendo quanto siano cambiate negli ultimi mesi, e ciò si rivela essere il tesoro che stavano cercando. Shut sferra un attacco, ma le Pretty Cure riescono a batterlo per proteggere il loro amato dormitorio. Intanto Twilight si ritrova attratta verso un castello deserto nello Hope Kingdom, dove trova un Princess Perfume. |                   |         |
| 20 | Incontrerò di nuovo Kanata!? Verso Hope Kingdom! 「カナタと再会！？いざ、ホープキングダムへ！」 - Kanata to saikai!? Iza, Hōpu Kingudamu he! | 14 giugno 2015    |         |
| 20 | Portando il Perfume a Dyspear, Twilight riceve una nuova Key Nera da usare con esso. Ciò provoca una reazione nelle Dress-Up Key, che teletrasportano le Pretty Cure nello Hope Kingdom. Separate le une dalle altre, Haruka segue il sentiero di luce sprigionato dalla sua chiave e incontra Kanata che la aiuta a sconfiggere degli Zetsuborg. Ognuna delle guerriere viene guidata dalle rispettive chiavi in un palazzo diverso, dove vengono accolte dalle Princess Pretty Cure del passato, che le avvisano che il quarto Princess Perfume, da loro creato poiché sapevano che l'oscurità sarebbe tornata più potente di prima, è caduto nelle mani nemiche. Dirigendosi verso il castello principale del regno, Minami con Pafu e Kirara con Aroma vengono fermate rispettivamente da Shut e Lock, mentre Haruka apprende la storia della sorella di Kanata, Towa, che è scomparsa all'improvviso. Riuniti tutti a palazzo, Twilight mette in atto uno scontro, se non che Kanata la riconosce proprio come Towa. Rifiutando tali affermazioni, Twilight utilizza il Princess Perfume, trasformandosi in Black Princess. |                   |         |
| 21 | I sentimenti ti raggiungeranno! Princess contro Princess! 「想いよ届け！プリンセスＶＳプリンセス！」 - Omoi yo todoke! Purinsesu tai Purinsesu! | 28 giugno 2015    |         |
| 21 | Determinate a far tornare Towa quella di un tempo prima che le Key Nere la consumino, le Pretty Cure combattono contro Twilight, che è diventata ancora più forte. Dyspear racconta a Kanata di come abbia approfittato del desiderio di Towa di diventare Grand Princess per attirarla al suo fianco e portare la disperazione nello Hope Kingdom, cancellando i suoi ricordi e trasformandola in Twilight. Cure Flora, ricordando il modo in cui Twilight suonava il violino, è convinta che ci sia ancora speranza, e così combinando il potere delle Pretty Cure con la melodia del violino di Kanata, le guerriere riescono a risvegliare i ricordi di Towa e a riportarla alla normalità. Dyspear attacca dunque per la rabbia e Kanata rimane indietro per aiutare le ragazze a fuggire insieme a Towa sulla Terra. |                   |         |
| 22 | La fiamma della speranza! Il suo nome è Cure Scarlet!! 「希望の炎！その名はキュアスカーレット！！」 - Kibō no honō! Sono na wa Kyua Sukāretto!! | 5 luglio 2015     |         |
| 22 | Dopo essersi risvegliata all'Accademia Noble, Towa viene incoraggiata da Haruka a prendere il violino di Kanata, ma rifiuta credendo di non esserne degna. Le due vengono presto attaccate da Dyspear, che intrappola Towa in una torre di rovi per trarre potere dalla sua disperazione e riportarla dalla sua parte. Mentre Cure Mermaid e Cure Twinkle trattengono Dyspear, Cure Flora irrompe nella torre di rovi per salvare Towa, usando le stesse parole che Kanata ha usato in passato per incoraggiare il suo sogno. Le due suonano i rispettivi violini insieme, creando un'unica melodia, e le Key Nere di Towa si trasformano in nuove Dress-Up Key che assieme al Princess Perfume le permettono di trasformarsi nella Pretty Cure delle fiamme cremisi, Cure Scarlet. Usando il violino di Kanata, che diviene lo Scarlet Violin, Cure Scarlet costringe Dyspear a ritirarsi e dopo lo scontro assicura alle altre che Kanata è ancora vivo seppur disperso. |                   |         |
| 23 | Sempre insieme! Noi in quattro siamo le Princess Pretty Cure! 「ず～っと一緒！私たち４人でプリンセスプリキュア！」 - Zu~tto issho! Watashi-tachi yo-nin de Purinsesu Purikyua! | 12 luglio 2015    |         |
| 23 | Towa afferma di non sentirsi in diritto di divertirsi almeno finché lo Hope Kingdom non verrà salvato. La ragazza trova difficoltà ad adattarsi alle usanze della Terra, ma viene avvicinata da Yume che le insegna come riempire il suo cuore con caldi sentimenti. Nel frattempo Lock viene incaricato da Dyspear di raccogliere l'energia della disperazione, mentre lei recupera le sue forze nella foresta della disperazione a seguito della battaglia trascorsa; prendendo di mira Yume per creare uno Zetsuborg, l'emissario usa un lucchetto aggiuntivo per potenziarlo con la disperazione della donna e sferra un duro attacco. Cure Scarlet è da sola a lottare, ma poco dopo viene raggiunta dalle altre e insieme le quattro Pretty Cure diventano ufficialmente un gruppo unito che sconfigge il mostro. Lock usa la disperazione che ha raccolto per trasformarsi in una nuova forma più adulta, mentre Yume, che le ragazze scoprono essere la preside, propone a Towa di diventare una studentessa dell'Accademia Noble. |                   |         |
| 24 | Sorrisi tirati? La mia compagna di stanza è una principessa! 「笑顔がカタイ？ルームメイトはプリンセス！」 - Egao ga katai? Rūmumeito wa Purinsesu! | 19 luglio 2015    |         |
| 24 | Towa comincia a frequentare l'Accademia Noble con il nome completo di Towa Akagi; inoltre diventa la compagna di stanza di Kirara. Quest'ultima cerca di insegnarle come fare le cose da sola senza l'aiuto della servitù a cui era abituata nel suo ruolo di principessa dello Hope Kingdom, e nel frattempo aumenta il suo carico di lavoro quando diventa la modella ufficiale di una rivista di moda. Tuttavia si accorge di come i suoi sorrisi stiano diventando forzati e ciò la preoccupa. Kirara si ritrova poi a discutere con Towa, a cui spiega come si fa a sorridere, realizzando che lei stessa aveva dimenticato a farlo. Dopo essersi riconciliate, le due uniscono le forze per scacciare Lock. |                   |         |
| 25 | A casa di Haruka! Il nostro primo pigiama party! 「はるかのおうちへ！はじめてのおとまり会！」 - Haruka no ouchi he! Hajimete no otomari-kai! | 26 luglio 2015    |         |
| 25 | Con l'arrivo delle vacanze estive, le ragazze soggiornano a casa di Haruka per un pigiama party, esperienza nuova sia per Minami che per Towa. Durante la permanenza, il gruppo partecipa a varie attività come aiutare al negozio di dolci della famiglia Haruno, acchiappare i nagashi somen e sputare il più lontano possibile semi di anguria. Più tardi, alla notte, Towa è turbata dopo aver fatto brutti sogni su Dyspear e Minami cerca di aiutarla ad alleviare le sue paure. Tuttavia appare Shut, che si accanisce in modo particolare su Cure Scarlet, ma Cure Mermaid rimane al suo fianco e la aiuta a sconfiggerlo. |                   |         |
| 26 | Salviamo Sua Altezza Towa! Le Royal Fairy combattenti! 「トワ様を救え！戦うロイヤルフェアリー！」 - Towa-sama wo sukue! Tatakau Roiyaru Fearī! | 2 agosto 2015     |         |
| 26 | Tornata all'Accademia Noble con le fate, Towa scopre di avere la febbre. Con le altre ragazze ancora in vacanza con la famiglia o al lavoro e nessun altro all'accademia, Aroma si reca da Miss Shamour a prendere delle erbe curative, con Pafu che rimane sola ad occuparsi di Towa. Mentre le altre ragazze cercano di tornare il più velocemente possibile, Shut appare con un piccolo Zetsuborg, spingendo Pafu, poco dopo raggiunta da Aroma, a cercare di combatterlo per tenere al sicuro Towa. Quando lo Zetsuborg cresce di dimensioni, il desiderio di Pafu e Aroma di proteggere Towa li porta a ottenere un'evoluzione la cui energia ripristina la salute di Towa e ridà forza alle altre, consentendo alle Pretty Cure di eliminare il mostro. |                   |         |
| 27 | Metticela tutta, Yuki! Il festival estivo dell'incoraggiamento! 「ガンバレゆうき！応援ひびく夏祭り！」 - Ganbare Yūki! Ōen hibiku natsumatsuri! | 9 agosto 2015     |         |
| 27 | Le ragazze partecipano al festival estivo di Yumegahama, ma Haruka si preoccupa quando vede Yuki preferire il divertimento all'allenarsi al campo estivo di tennis. Presto Haruka apprende dalle fan di Yuki che il ragazzo si è infortunato al gomito durante un allenamento, e questo lo ha portato a convincersi di non essere in grado di giocare nel prossimo torneo. Yuki continua a rifiutare qualsiasi tipo di supporto e le sue fan vengono prese di mira da Shut, che ne trae energia. Nel frattempo che le altre Pretty Cure combattono, Cure Flora porta in salvo Yuki e, ascoltando la sua confessione sulla frustrazione per la ferita, gli dice fermamente di non allontanare chi lo sostiene. Resosi conto dei propri errori, Yuki usa il suo braccio sano per aiutare le Pretty Cure a sconfiggere i mostri e in seguito si scusa con le fan, che continuano volentieri a incoraggiarlo a fare del suo meglio. |                   |         |
| 28 | I nostri cuori uniti! La luce del sole risplende sulle Pretty Cure! 「心は一緒！プリキュアを照らす太陽の光！」 - Kokoro wa issho! Purikyua wo terasu taiyō no hikari! | 16 agosto 2015    |         |
| 28 | Le ragazze vanno tutte insieme in spiaggia, ma Towa si sente a disagio perché non riesce a dire alle altre che non sa nuotare. Corsa via per l'imbarazzo, Towa viene raggiunta da Yui, la quale le dice che, nonostante voglia ma non possa aiutarle durante gli scontri, si sente felice di poter stare con loro. In quel momento appare Lock che usa Yui per produrre uno Zetsuborg e attaccare Towa, mentre invia dei cloni di se stesso ad attaccare le altre. Capendo l'importanza dell'affetto che tutte le hanno dato, Cure Scarlet sconfigge il mostro e salva Yui, creando dal quaderno della ragazza la nuova Sun Premium Dress-Up Key. La sera però Haruka, Minami e Kirara scoprono che durante il combattimento Lock è riuscito a rubare tutte le loro Dress-Up Key. |                   |         |
| 29 | Delle ragazze misteriose? Le chiavi leggendarie ereditate! 「ふしぎな女の子？受けつがれし伝説のキー！」 - Fushigina onnanoko? Uketsugareshi densetsu no Kī! | 23 agosto 2015    |         |
| 29 | Le ragazze sono giù di morale per aver perso le loro Key, ma Pafu fa uno strano sogno e inizia a sentirne il profumo. Al mattino seguente, cercando di seguire la cagnolina, Haruka, Minami e Kirara finiscono per incontrare tre ragazze misteriose in un giardino nascosto. Lock intanto usa il potere delle Dress-Up Key rubate per tramutarlo in disperazione. Quando subiscono un attacco, Haruka e le altre decidono di affrontare il nemico nonostante non possano trasformarsi ed è allora che, vedendo la determinazione, le tre sconosciute donano loro delle Dress-Up Key temporanee con cui respingere il mostro. Le tre sconosciute si rivelano infine essere le precedenti Princess Pretty Cure, Chieri, Yura e Sei, che incoraggiano le ragazze a continuare a credere nei loro sogni e a resistere al potere dell'oscurità; prima di sparire, donano loro le Sakura, Sango e Ginga Premium Dress-Up Key. Nel frattempo, Lock usa la disperazione che ha raccolto per trasformare il castello principale dello Hope Kingdom in un gigantesco Zetsuborg con cui è pronto ad attaccare il mondo umano. |                   |         |
| 30 | Verso il futuro! Il Princess Palace, il nostro potere che prende forma! 「未来へ！チカラの結晶、プリンセスパレス！」 - Mirai he! Chikara no kesshō, Purinsesu Paresu! | 30 agosto 2015    |         |
| 30 | L'attacco di Lock ai danni degli umani fa sì che Cure Scarlet protegga Yui e l'accademia dallo Zetsuborg castello, mentre Haruka e le altre si avventurano all'interno di questo per recuperare le loro Key. Lì, si trovano faccia a faccia con Lock, che ha intenzione di diventare re prendendo il posto di Dyspear. Grazie anche all'aiuto di Pafu, Haruka riesce a usare la sua nuova chiave per liberare tutte le altre, fornendo nuovamente la trasformazione in Pretty Cure. Lock, allora, usa la restante disperazione del castello per potenziarsi e diventa un mostro dalle sembianze di un rospo gigante. I poteri delle chiavi delle quattro Pretty Cure si combinano e trasformano il castello nel Princess Palace, un carillon che rappresenta il Castello dello Hope Kingdom, permettendo alle guerriere di ottenere le nuove forme Dress-Up Premium e di sconfiggere Lock, la cui energia della disperazione viene presa da uno strano corvo. |                   |         |
| 31 | Il nuovo trimestre! Nuovi sogni, nuove minacce! 「新学期！新たな夢と新たなる脅威！」 - Shingakki! Aratana yume to aratanaru kyōi! | 6 settembre 2015  |         |
| 31 | All'inizio del secondo semestre, misteriosi semi oscuri iniziano a piantarsi in tutta la città. Intanto Miss Shamour si prende cura di Lock, che si scopre essere in realtà una fata di nome Kuroro, tornata alla sua forma normale dopo l'ultima battaglia. Haruka invece fa amicizia con una sua compagna di classe, Hanae Komori, che si occupa dei giardini della scuola, e la incoraggia a inseguire il suo sogno di diventare una flower designer. Nel pomeriggio, le ragazze si confrontano con Close, che è riuscito a tornare in vita usando l'energia della disperazione che ha rubato a Lock; egli crea così due nuovi scagnozzi, Stop e Freeze, i quali usano Hanae per produrre uno Zetsuborg che viene fatto fuori dalle Pretty Cure con l'ausilio del Princess Palace. Dopo aver dato alle guerriere un avvertimento, Close usa l'energia della disperazione raccolta per richiamare Dyspear. |                   |         |
| 32 | Il promesso sposo di Minami!? Il ritorno della super celebrità! 「みなみの許嫁！？帰ってきたスーパーセレブ！」 - Minami no īnazuke!? Kaettekita sūpā serebu! | 13 settembre 2015 |         |
| 32 | Il benestante Kimimaro Ijūin, amico d'infanzia di Minami autoproclamatosi suo fidanzato, torna dalla Gran Bretagna all'Accademia Noble per far visita alla ragazza. Notando come Minami sembra essere cambiata rispetto all'idealizzazione che aveva di lei, Kimimaro dice ad Haruka di starle lontano, sostenendo che sia una cattiva influenza. Questo fa arrabbiare Minami, che rimprovera il ragazzo per non aver considerato i sentimenti delle altre persone. In quel momento, Stop e Freeze prendono di mira Kimimaro: Haruka, avendo preso a cuore le parole del ragazzo, si precipita a dimostrare che è degna di stare accanto a Minami, ma quest'ultima la incoraggia ad essere se stessa e a non lasciare che siano altri a decidere quanto valga; superate le sue insicurezze, Haruka si unisce alle altre Pretty Cure per avere la vittoria nello scontro. Successivamente, Kimimaro si scusa con le ragazze prima di tornare all'estero. |                   |         |
| 33 | Insegnami, Chamour! La lezione della felicità che realizza i desideri! 「教えてシャムール♪ 願いを叶える幸せレッスン！」 - Oshiete Shamūru♪ Negai wo kanaeru shiawase ressun! | 20 settembre 2015 |         |
| 33 | Kuroro, la fata precedentemente posseduta da Lock, si sveglia dal suo sonno e Miss Shamour decide di prendersi del tempo libero dalle sue lezioni per occuparsi di lui. Le ragazze seguono i due in città, dove incontrano un gruppo di gatti. I gatti calicò e i gatti neri litigano tra loro, ma Shamour decide di organizzare un concorso di moda tra i due gruppi, con Kuroro come rappresentante dei gatti calicò e le ragazze che offrono i loro consigli ad ogni squadra. Poco dopo appare Shut, che evoca alcuni Zetsuborg che le Pretty Cure hanno difficoltà a combattere seriamente. Notando il trucco affrettato di Shut, Shamour interviene per dargli un'aggiustata e afferma che il lavoro di una principessa è far sorridere tutti, offrendo così anche un supporto alle ragazze a sconfiggere i mostri. Le lezioni di Shamour incoraggiano Kuroro ad imparare e a divertirsi il più possibile prima di tornare allo Hope Kingdom, mentre i gatti danno alle ragazze una spilla appartenente a Kanata, segno che il ragazzo si trova nelle vicinanze. |                   |         |
| 34 | Un disastro! Il concorso per principesse di Haruka! 「ピンチすぎる～！はるかのプリンセスコンテスト！」 - Pinchi sugiru~! Haruka no purinsesu kontesuto! | 27 settembre 2015 |         |
| 34 | Dopo aver fatto uso della preveggenza per capire dove si trova Kanata, le ragazze vengono a conoscenza di un concorso per principesse, dove la vincitrice avrà la possibilità di incontrare un principe. Haruka partecipa alla competizione e supera il primo turno, nel frattempo che Kirara le insegna alcune cose in vista del prossimo round. Tuttavia il giorno della gara, quando ad Haruka viene dato da indossare un vestito troppo grande per lei, Kirara non può aiutarla in quanto è impegnata altrove col suo lavoro e Stop e Freeze sferrano un attacco. Mentre Cure Mermaid e Cure Scarlet si uniscono a Cure Twinkle per combattere il mostro, Haruka s'avvale di ciò che ha imparato da Kirara per trovare una soluzione al suo problema di abbigliamento, ricordando che un sorriso naturale è più importante di qualsiasi trucco e salendo sul palco con orgoglio prima di unirsi alle altre per battere il nemico. Dopo aver vinto inaspettatamente uno dei premi del concorso, Haruka vede qualcuno che assomiglia a Kanata camminare tra la folla in città. |                   |         |
| 35 | Finalmente riuniti! I ricordi perduti di Kanata! 「やっと会えた⋯！カナタと失われた記憶！」 - Yatto aeta…! Kanata to ushinawareta kioku! | 4 ottobre 2015    |         |
| 35 | Le ragazze ritrovano Kanata che lavora al negozio di violini, ma scoprono che ha perso la memoria dopo essere stato trovato dal proprietario, il signor Nishikido, due settimane prima. Insieme cercano di aiutarlo a riacquistare i ricordi, rivelandogli i loro poteri di Pretty Cure e suonando il violino a lui tanto caro, ma senza successo. Haruka decide allora di portarlo in un posto familiare, ovvero la collina in cui loro due si sono incontrati per la prima volta anni prima, ma anche questo non porta a nulla. La ragazza si chiede dunque se stia facendo solo del male a Kanata, nel frattempo che Stop e Freeze attaccano: durante il combattimento, Cure Flora afferma che è grazie a Kanata se adesso è in grado di proteggere i sogni delle persone. Sebbene il ragazzo non ricordi ancora nulla, con grande dolore da parte di Towa, Haruka sente che lui è quello di sempre e i due decidono di ricominciare la loro amicizia da zero. |                   |         |
| 36 | Onde di emozioni! Quello che Minami vuole proteggere! 「波立つ心⋯！みなみの守りたいもの！」 - Namidatsu kokoro…! Minami no mamoritai mono! | 11 ottobre 2015   |         |
| 36 | La famiglia di Minami invita tutti a bordo della loro nave da crociera, dove quest'ultima incontra una giovane donna di nome Asuka Kitakaze che lavora come veterinaria presso l'acquario locale. Asuka porta le ragazze a osservare come si prende cura degli animali acquatici, suggerendo a Minami che anche lei è adatta a fare questo lavoro. Più tardi durante la festa sulla nave in cui viene presentata ufficialmente agli ospiti, Minami apprende che Asuka è un'esperta di biologia marina a cui è stato chiesto di unirsi al gruppo Kaido ma che ha declinato l'offerta per rimanere libera di continuare a seguire il suo sogno di comprendere a fondo il mare e le creature che lo abitano. Stop e Freeze, tuttavia, prendono di mira Asuka, ma Cure Mermaid entra in azione per proteggere sia lei che la nave. Dopo la sconfitta dei nemici, Asuka incoraggia Minami a continuare a inseguire il suo sogno. |                   |         |
| 37 | Haruka sarà la protagonista!? Un caotico e romantico festival del teatro! 「はるかが主役！？ハチャメチャロマンな演劇会！」 - Haruka ga shuyaku!? Hachamecha roman na engekikai! | 18 ottobre 2015   |         |
| 37 | Haruka viene scelta per il ruolo di protagonista nella recita di classe basata sulla tragedia Romeo e Giulietta, insieme al suo compagno Kenta Hirano, ma ha problemi a placare la regista, Riko Furuya, che vorrebbe vedere trasmesso correttamente il senso delle parole di Giulietta al pubblico. Haruka si preoccupa di come interpretare in maniera corretta, ricevendo aiuto da Kanata a fare pratica. Il giorno dello spettacolo, però, Stop e Freeze bersagliano sia Hirano che Furuya, dando alle Pretty Cure un limite di tempo prima che si inneschi una bomba; la determinazione di Cure Flora nel proteggere la giornata speciale di tutti permette di fermare tutto così da poter annientare i nemici. Hirano si scopre però essere ferito, e Kanata si offre di recitare al suo posto, ma Haruka ritiene che la recita sia un momento da condividere tra i compagni di scuola, i quali aiutano quindi Hirano a svolgere la sua parte nonostante l'infortunio. |                   |         |
| 38 | La trappola sospetta! Una principessa tutta sola! 「怪しいワナ⋯！ひとりぼっちのプリンセス！」 - Ayashī wana…! Hitoribocchi no purinsesu! | 25 ottobre 2015   |         |
| 38 | Haruka viene avvicinata da uno studente di nome Kurosu, che incoraggia allegramente il suo sogno e quello delle altre. Mentre Minami e Kirara lasciano per qualche giorno l'accademia a causa dei rispettivi impegni e Yui e Towa vengono allontanate, Haruka rimane sola con Kurosu: la ragazza è scioccata nello scoprire che egli è in realtà Close, camuffatosi per separarla dalle altre con la complicità di Stop e Freeze che impediscono a Towa di venire in suo aiuto. Cure Flora combatte determinata pensando a coloro che la sostengono, ma Kanata, convinto che il suo sogno le porti solo del male, le dice di rinunciare ad essere una principessa. Sentire coloro che l'hanno sempre sostenuta dire ciò, porta la ragazza a cadere nella disperazione, facendo sì che i semi malvagi diffusi da Close crescano sempre di più. |                   |         |
| 39 | Quando il fiore del sogno sboccia! Danza, principessa rinata! 「夢の花ひらく時！舞え、復活のプリンセス！」 - Yume no hana hiraku toki! Mae, fukkatsu no purinsesu! | 8 novembre 2015   |         |
| 39 | Haruka triste continua a ripensare alle parole di Kanata, e i semi di Close ricoprono la città in una foresta di disperazione, creando innumerevoli Zetsuborg. Mentre le altre Pretty Cure contrastano la situazione, Haruka scopre che non è più in grado di trasformarsi, alimentando ulteriormente la foresta con disperazione. Kanata, resosi conto di essere il responsabile, si precipita da Haruka che ripensa a quando ha desiderato per la prima volta di diventare una principessa, al sostegno che ha ricevuto dalla sua famiglia e dagli amici che si è fatta da quando si è iscritta all'Accademia Noble. Ricordando tutto questo, torna determinata a non rinunciare al suo sogno, indipendentemente da ciò che le dicono gli altri, riacquisendo la capacità di trasformarsi e di lottare insieme alle sue compagne. Osservando l'acceso combattimento, Kanata ritrova tutti i suoi ricordi e la voglia di proteggere il sorriso di Haruka, dando vita a una nuova Dress-Up Key che concede alle Pretty Cure la Mode Elegant Royal in grado di respingere il nemico e di riportare la città alla normalità. |                   |         |
| 40 | La determinazione di Towa! Un arcobaleno di speranza brilla nel cielo! 「トワの決意！空にかがやく希望の虹！」 - Towa no ketsui! Sora ni kagayaku kibō no niji! | 15 novembre 2015  |         |
| 40 | Proprio quando Towa comincia a riavere un rapporto con suo fratello, l'acquisizione della Royal Key porta tutti nello Hope Kingdom, in grave situazione, ulteriormente invaso dalla foresta della disperazione. Kuroro scappa dopo aver visto lo stato del regno e Dyspear crea un nuovo mostro, Metsuborg, clone di se stessa che manda ad attaccare gli altri. Cure Scarlet, decisa a salvare la sua famiglia e gli abitanti del regno si precipita in prima linea, ma non riesce ad affrontarlo. Grazie a Kuroro, la guerriera ricorda le parole che i suoi genitori usavano per dare speranza ai cittadini e ritrova la determinazione, sconfiggendo il Metsuborg con l'aiuto di tutti. Giunta al luogo in cui in passato ha trovato il Princess Perfume, il Castello del Fuoco, Cure Scarlet usa il Princess Palace per riportarlo al suo antico splendore, ripristinando uno dei colori dell'arcobaleno dello Hope Kingdom. |                   |         |
| 41 | Il sogno di Yui! Sentimenti su tela! 「ゆいの夢！想いはキャンバスの中に⋯！」 - Yui no yume! Omoi wa kyanbasu no naka ni…! | 22 novembre 2015  |         |
| 41 | Yui decide di partecipare ad un concorso artistico a tema sorrisi, ma non si sente soddisfatta di quello che disegna, preoccupandosi del fatto che tanti altri artisti siano migliori di lei. Riempiendosi sempre più di dubbi, incontra Yume che tiene una lezione ad alcuni bambini, realizzando che dovrebbe concentrarsi maggiormente sul divertirsi quando disegna piuttosto che a vincere. Proprio in quel momento, Stop e Freeze appaiono e intrappolano Yui ancora una volta per crearne uno Zetsuborg. Tuttavia, dopo aver sentito le voci delle sue amiche, riesce sorprendentemente a resistere al potere della Gabbia della Disperazione attraverso il proprio libero arbitrio, indebolendo a sufficienza lo Zetsuborg per permettere alle Pretty Cure di annientarlo. In seguito, Yui realizza un dipinto che mostra la bellezza e il coraggio delle Pretty Cure, vincendo un premio di eccellenza nel concorso. |                   |         |
| 42 | Il mio sogno o le Pretty Cure!? La strada della scintillante Kirara! 「夢かプリキュアか！？輝くきららの選ぶ道！」 - Yume ka Purikyua ka!? Kagayaku Kirara no erabu michi! | 29 novembre 2015  |         |
| 42 | Kirara si dà da fare sia come modella che come Pretty Cure, infatti viene scelta come modella principale per la sfilata della Japan Collection a New York; le viene affiancata come assistente Karin Akeboshi, una giovane e gentile apprendista che s'ispira a lei. Proprio quando sta per partire, Stop e Freeze prendono di mira Karin, che sogna di diventare una modella ispiratrice per gli altri come Kirara. Nonostante le altre la spingano a prendere il volo e a seguire il suo sogno, Kirara sceglie di rimanere al fine di proteggere Karin e sconfiggere il nemico. Avendo perso l'aereo, la carriera di Kirara subisce un calo, il che sembra influenzare la ragazza più di quanto voglia far vedere alle sue amiche. |                   |         |
| 43 | Kirara, la stella più luminosa! Su un palcoscenico dove i sogni risplendono! 「一番星のきらら！夢きらめくステージへ！」 - Ichiban boshi no Kirara! Yume kirameku sutēji he! | 6 dicembre 2015   |         |
| 43 | Kirara prende la scioccante decisione di sospendere la sua carriera da modella, sentendo di dover concentrare tutti i suoi sforzi sull'essere una Pretty Cure. Non volendo che la ragazza rinunci così, Haruka e le altre organizzano una sfilata a sorpresa nell'accademia, in cui tutti gli studenti mostrano le loro ambizioni, ricordando a Kirara il suo amore per l'essere modella e il desiderio di perseguire il suo sogno. Dyspear crea un Metsuborg nel tentativo di eliminare le Pretty Cure, ma la ritrovata determinazione di Cure Twinkle le consente di sconfiggerlo, risvegliando il potere del Castello delle Stelle e ripristinando un altro colore dell'arcobaleno dello Hope Kingdom. Successivamente Kirara rivela che in primavera si trasferirà a Parigi per lavorare come modella dello stilista Baurollo Bauanne, ricevendo il pieno sostegno delle amiche. |                   |         |
| 44 | Emozioni che emergono! I veri sentimenti di Minami! 「湧き上がる想い！みなみの本当のキモチ！」 - Wakiagaru omoi! Minami no hontō no kimochi! | 13 dicembre 2015  |         |
| 44 | Fin dal suo incontro con Asuka, Minami continua a pensare di poter diventare una veterinaria marina, ma è indecisa se scegliere questa strada o quella di succedere al comando della compagnia della sua famiglia. Kirara, notando le sue preoccupazioni, la invita a confidarsi con lei ma le due vengono attaccate da Shut. Cure Mermaid si ritrova più debole del solito a causa della sua incertezza, tuttavia Cure Flora e le altre la rassicurano dicendole che va bene che i sogni delle persone cambino e la incoraggiano a pensare a ciò che vuole davvero fare. Decisa a perseguire il suo nuovo sogno, Cure Mermaid ritrova le sue forze e sconfigge lo Zetsuborg del nemico. |                   |         |
| 45 | Sentimenti da condividere! Il sogno di Minami sull'oceano! 「伝えたい想い！みなみの夢よ大海原へ！」 - Tsutaetai omoi! Minami no yume yo ōunabara he! | 20 dicembre 2015  |         |
| 45 | Nel frattempo che all'Accademia Noble si tiene una festa di Natale, Minami è riluttante a dire alla sua famiglia del nuovo sogno che vuole perseguire. Proprio dopo che le altre riescono a convincerla a chiamare la sua famiglia per dir loro tutto, Shut, a cui è stata data un'ultima possibilità da Dyspear, usa il Castello del Mare per convocare un Metsuborg. La determinazione di Cure Mermaid di proteggere l'oceano dello Hope Kingdom consente a lei e alle altre Pretty Cure di sconfiggere il mostro, ripristinando il Castello del Mare e un'altra parte dell'arcobaleno. In seguito, Minami racconta alla famiglia del suo nuovo sogno, ricevendo pieno sostegno. |                   |         |
| 46 | Bellissimo!? Shut vagabondo e il castello di neve! 「美しい⋯！？さすらうシャットと雪の城！」 - Utsukushī…!? Sasurau Shatto to yuki no shiro! | 27 dicembre 2015  |         |
| 46 | Essendo tutto il cortile dell'accademia innevato, Towa si mette a costruire un castello di neve assomigliante a quello dello Hope Kingdom. Tutti gli altri studenti si uniscono a lei per collaborare, e la ragazza è felice di ricevere il supporto di così tante persone. Poco dopo averlo completato, Shut, che sente di non avere più nulla dopo aver perso l'ultima possibilità, diventa invidioso della bellezza del castello e lo attacca. Il nemico si potenzia per combattere, ma le Pretty Cure gli mostrano quanto il suo aspetto sia diventato orribile e riescono infine a purificarlo. Nonostante ciò, Shut rifiuta l'offerta di Cure Scarlet di schierarsi dalla loro parte, intanto che Yui ripara il castello di neve insieme agli altri studenti. |                   |         |
| 47 | Come un fiore! Forte, gentile, bellissima! 「花のように⋯！つよくやさしく美しく！」 - Hana no youni…! Tsuyoku yasashiku utsukushiku! | 10 gennaio 2016   |         |
| 47 | Alle Pretty Cure manca un ultimo castello da ripristinare, il Castello dei Fiori. Haruka segue un uccello misterioso all'interno di esso e, quando si risveglia, scopre di essere diventata la Principessa dei Fiori del suo libro preferito, iniziando a vivere una vita di lusso assieme a un principe affascinante ma dimenticando lentamente chi è in realtà. Nel frattempo le altre, che vengono attaccate da Stop, Freeze e un Metsuborg, scoprono che si tratta di una trappola escogitata da Dyspear per imprigionare Haruka nel suo sogno per sempre. Tuttavia quest'ultima si rende presto conto che non c'è bellezza in un sogno concesso senza alcuno sforzo e si libera dall'illusione creata da Close. Cure Flora riesce quindi, continuando a credere nel suo sogno nonostante questo possa perseguitarla per sempre, a sconfiggere il Metsuborg insieme alle altre e a ripristinare il Castello dei Fiori, completando l'arcobaleno e riportando lo Hope Kingdom al suo antico splendore. Proprio quando le Pretty Cure si preparano ad aprire finalmente la Porta dei Sogni, Dyspear prende di mira l'Accademia Noble. |                   |         |
| 48 | La disperazione incombe! L'ultima resistenza delle principesse! 「迫る絶望⋯！絶体絶命のプリンセス！」 - Semaru zetsubō…! Zettaizetsumei no purinsesu! | 17 gennaio 2016   |         |
| 48 | Dyspear attacca l'Accademia Noble, trasformandola nel suo nuovo castello; Haruka, Minami, Kirara e Towa sono costrette a rivelare le loro identità segrete ai compagni di scuola per entrare in azione, con grande sorpresa da parte di essi. Mentre Kanata e Miss Shamour trattengono Stop e Freeze, le Pretty Cure lottano contro Close, che riporta in vita lo spirito di Lock e intrappola gli altri studenti, al fine di aumentare il potere di quest'ultimo e permettergli così di distruggere le armi delle guerriere. Resasi conto che le ragazze sono in pericolo, Yui si libera dalla Gabbia della Disperazione e, incoraggiando gli altri intrappolati a fare lo stesso ricordando i loro sogni, indebolisce Lock. Notando che quest'ultimo soffre a stare sotto il controllo di Dyspear, Shut interviene per ricordargli chi è davvero e consente alle Pretty Cure di purificarlo. |                   |         |
| 49 | L'ultimo scontro con Dyspear! La nascita delle Grand Princess! 「決戦ディスピア！グランプリンセス誕生！」 - Kessen Disupia! Guran Purinsesu tanjō! | 24 gennaio 2016   |         |
| 49 | Dyspear si fonde con Close per raggiungere la sua vera forma e si dimostra troppo potente anche per gli attacchi più forti delle Pretty Cure. Con la diffusione del male in tutto il mondo, Dyspear rivela di essere nata dalla disperazione nel cuore di coloro i cui sogni non si sono potuti avverare; inoltre intrappola tutti i cittadini dietro la Porta della Disperazione, gettando le ragazze nello sconforto. Tuttavia Pafu, Aroma e Yui insieme agli altri studenti continuano ad avere fiducia in loro: il potere dei sogni di tutti permette così alle Pretty Cure di diventare finalmente Grand Princess e di sconfiggere definitivamente Dyspear. |                   |         |
| 50 | Verso un sogno lontano! Go! Princess Pretty Cure! 「はるかなる夢へ！Ｇｏ！プリンセスプリキュア！」 - Harukanaru yume he! Go! Purinsesu Purikyua! | 31 gennaio 2016   |         |
| 50 | Rifiutando di arrendersi, Close assorbe il potere rimanente di Dyspear per contrattaccare. Grand Princess Flora lo affronta da sola e si rende conto che la disperazione e i sogni sono due facce della stessa medaglia, entrambi importanti per crescere; ciò convince in qualche modo anche Close, che decide di ritirarsi insieme a Stop e Freeze. Successivamente le Pretty Cure aprono la Porta dei Sogni, liberando tutte le anime catturate, comprese quelle dei genitori di Towa e Kanata e dei cittadini dello Hope Kingdom. Adesso che la missione è stata completata, le Dress-Up Key ritornano ad essere custodite all'interno del palazzo reale e le ragazze apprendono che il passaggio che collega il loro mondo e lo Hope Kingdom sparirà presto, e per questo trascorrono il tempo che rimane insieme prima che Towa e le fate ritornino a casa. Mentre ciascuna delle ragazze parte per inseguire i propri sogni, Haruka incontra Kanata un'ultima volta prima di intraprendere la strada per diventare il suo ideale di principessa. |                   |         |